# Gatsjina
Gatsjina (Russisch: Гатчина) is een stad in het noordwesten van Rusland en de grootste stad van de oblast Leningrad. Gatsjina ligt op ongeveer 45 kilometer ten zuidwesten van Sint-Petersburg en is een van de plaatsen bij Sint-Petersburg met een zomerresidentie van de vroegere tsaren.

## Geschiedenis
Gatsjina werd in 1499 voor het eerst genoemd met de naam 'Chotsjino'. De nederzetting lag in het gebied dat toebehoorde aan Novgorod en lag aan een route die voerde naar deze belangrijke Hanzestad. In de tijd der troebelen werd dit gebied op de Russen veroverd en in 1617 kwam dit gebied onder de invloed van de Duitse Orde. Later werd het een deel van Zweden en tot in de 18e eeuw zou dit gebied Zweeds blijven.
Tijdens de Noordse Oorlog werden de Zweden door Peter de Grote uit dit gebied verdreven en in 1703 werd Gatsjina weer Russisch grondgebied. De omgeving van Gatsjina werd bezit van Natalia Aleksejevna, de zuster van Peter de Grote. In 1760 gaf Catharina de Grote het aan haar minnaar Grigori Orlov. Hij liet er door de architect Antonio Rinaldi een jachtslot bouwen in romantische stijl met torens en een ondergrondse gang. Catharina de Grote kocht Gatsjina in 1783 weer van de erfgenamen van Orlov en gaf het aan haar opvolger grootvorst Paul, de latere tsaar Paul I.
Omdat Paul in onmin leefde met Catharina bouwde hij dit oorspronkelijke gebouw uit tot zijn residentie en kreeg het zijn huidige gezicht. Het werd uitgebouwd naar zijn smaak tot een paleis dat leek op een middeleeuws kasteel met torens, bastions en een ophaalbrug. Het grasveld in het midden werd veranderd in een paradeplaats voor soldaten die in Gatsjina gelegerd waren. In 1796, na de kroning van Paul tot tsaar, werd Gatsjina een stad en kreeg ook een eigen stadswapen. Het paleis in Gatsjina werd de belangrijkste residentie van de tsaar.
Gatsjina speelde een belangrijke rol in de Russische luchtvaart. De eerste luchtvaartschool is er opgericht en de eerste vluchten werden er gemaakt door de gebroeders Nesterov.
Tijdens de Russische revolutie in 1917 en de Russische Burgeroorlog is het paleis gespaard gebleven van plunderingen. In dat jaar werd het paleis genationaliseerd en al in 1920 werd het een museum.
In 1923 werd de naam van de stad Gatsjina veranderd in Trotsk, naar de Russische revolutionair Trotski. In 1929 toen Trotski gedeporteerd werd en de Sovjet-Unie moest verlaten, werd de naam veranderd in Krasnogvardejsk. In 1944 kreeg Gatsjina de oude naam weer terug.
Gatsjina en het paleis zijn bij de Duitse aanval op de Sovjet-Unie licht beschadigd. De Russische legertop wilde versterkingen aanleggen rond Gatsjina, om de Duitse troepen de opmars naar Leningrad te verhinderen, maar omdat de opmars van de Duitsers veel sneller verliep dan verwacht viel Gatsjina op 10 september 1941 in Duitse handen. In januari 1944 werden de Duitse troepen weer verdreven uit Gatsjina, maar aangezien zij zich verschanst hadden in het paleis met de dikke muren is Gatsjina zwaar beschadigd. Ook in het park zijn veel oude bomen verloren gegaan, omdat de Wehrmacht de bomen liet kappen voor een vrij schootsveld.
In 1948 is men begonnen met het restaureren van het paleis. Allereerst kreeg het een nieuw dak. De restauratie is stopgezet van 1963 tot 1976 en duurt nu voort tot op de dag van vandaag. Op dit moment is het centrale deel van het paleis gerestaureerd en te bezichtigen.

## Cultuur
Bezienswaardigheden in Gatsjina zijn:
- Gatsjina Paleis (1766—1781, architect: Antonio Rivaldi)
- paleis priorat (1798, architect: Nikolai Aleksandrovitsj Lvov)
- Huis van Paul Sjtsjerbov (1910 - 1911, architect: Stepan Samojlovitsj Kritsjinksi)
- Berken Huis
- parken:
  - Gatsjina Paleis Park
  - Park Priorat
  - Zverinets
  - Silvia
  - Nederlandse tuin

## Economie en Wetenschap
In Gatsjina zijn onder andere een kartonfabriek, een fabriek waar vliegtuigmotoren gerepareerd worden en een meubelfabriek gevestigd.
In Gatsjina is ook een wetenschappelijk instituut voor fundamenteel kernonderzoek gevestigddie in het bezit is van een protonen synchrocyclotron

## Galerij
|                           |                                      |                                          |
| Pauluskathedraal          | Venuspaviljoen                       | Prioratpaleis                            |
|                           | Galerij in het Gatsjinapaleis        |                                          |
| Gatsjinapaleis (18e eeuw) | Galerij in het Gatsjinapaleis (1877) | Opmaakkamer in het Gatsjinapaleis (1878) |